# Еван Джагер
Еван Джагер (англ. Evan Jager, нар. 8 березня 1989, Іллінойс, США) — американський легкоатлет, що спеціалізується на бігу з перешкодами на 3000 метрів, срібний призер Олімпійських ігор 2016 року.

## Кар'єра
| Рік  | Чемпіонат        | Місце проведення         | Місце  | Дисципліна                | Результат |
| ---- | ---------------- | ------------------------ | ------ | ------------------------- | --------- |
| 2009 | Чемпіонат світу  | Берлін, Німеччина        | 11 (з) | 5000 метрів               | 13:39.80  |
| 2012 | Олімпійські ігри | Лондон, Велика Британія  | 6      | 3000 метрів з перешкодами | 8:23.87   |
| 2013 | Чемпіонат світу  | Москва, Росія            | 5      | 3000 метрів з перешкодами | 8:08.67   |
| 2015 | Чемпіонат світу  | Пекін, Китай             | 6      | 3000 метрів з перешкодами | 8:15.47   |
| 2016 | Олімпійські ігри | Ріо-де-Жанейро, Бразилія | 2      | 3000 метрів з перешкодами | 8:04.28   |